# Agencia Federal de Pequeños Negocios de Estados Unidos
La Agencia Federal de Pequeños Negocios de Estados Unidos (en inglés: United States Small Business Administration; SBA) es una agencia del gobierno federal de los Estados Unidos que brinda apoyo a empresarios y pequeñas empresas. La misión de la SBA es «mantener y fortalecer la economía de la nación permitiendo el establecimiento y la viabilidad de las pequeñas empresas y ayudando en la recuperación económica de las comunidades después de los desastres».
La SBA está a cargo de una administradora, actualmente Kelly Loeffler, quien fue nominada por Donald Trump y aprobada por el Senado de los Estados Unidos en febrero de 2025.

## Historia
La SBA fue creada el 30 de julio de 1953 por el presidente Dwight Eisenhower con la firma de la ley de pequeñas empresas. La Ley de liquidación de la Corporación Financiera de Reconstrucción fue el Título I, que abolió la Corporación Financiera de Reconstrucción (RFC). Las enmiendas a la ley de Pequeñas Empresas de 1958 (promulgadas el 18 de julio de 1958) retiraron el Título II como parte de esa ley y lo convirtieron en una normativa separada que se conocería como Ley de Pequeñas Empresas. Su función era y es «ayudar, asesorar, asistir y proteger, en la medida de lo posible, los intereses de las pequeñas empresas».
La SBA ha sobrevivido a una serie de amenazas a su existencia. En 1996, la Cámara de Representantes controlada por los republicanos planeó eliminar la agencia. La misma sobrevivió y recibió un presupuesto récord en 2000.
Los esfuerzos renovados de la presidencia de George W. Bush para terminar el programa de préstamos de la SBA se encontraron con la resistencia del Congreso, aunque el presupuesto de la SBA se recortó repetidamente, y en 2004 se congelaron ciertos gastos. La presidencia de Barack Obama apoyó el presupuesto de la SBA. Las asignaciones suplementarias para la agencia fortalecieron los préstamos de la SBA a través de la Ley de Recuperación y Reinversión de los Estados Unidos de 2009 y la Ley de Empleos para Pequeñas Empresas de 2010.
En enero de 2012, Obama anunció que elevaría a la SBA al estatus de gabinete, una posición que mantuvo por última vez durante la presidencia de Bill Clinton.

## Actividades
La SBA otorga préstamos través de bancos, cooperativas de crédito y otros prestamistas que se asocian con la agencia, con el fin de fortalecer el acceso al capital para las pequeñas empresas después de que el crédito se congelara tras la crisis financiera de 2008. La agencia tenía volúmenes récord de préstamos a fines de 2010.
La SBA también ayuda a dirigir los esfuerzos del gobierno federal para entregar el 23% de los contratos federales principales a pequeñas empresas, incluyendo empresas que sean propiedad de mujeres o de veteranos con discapacidades.

## Estructura
La SBA tiene un administrador y un administrador adjunto. Cuenta con un administrador asociado o director para las siguientes oficinas:
- Desarrollo de negocios
- Acceso al capital
- Comunicaciones y enlace público
- Asuntos congresales y legislativos
- Gestión del riesgo de crédito
- Asistencia por desastre
- Desarrollo empresarial
- Educación emprendedora
- Igualdad de oportunidades de empleo y cumplimiento de los derechos civiles
- Asociaciones basadas en la fe y en el vecindario
- Operaciones de campo
- Contratación de gobierno y desarrollo de negocios
- Audiencias y apelaciones
- Programa HUBZone
- Comercio internacional
- Inversión e innovación
- Gestión y administración
- Asuntos de nativos estadounidenses
- Gestión del rendimiento
- Centros de desarrollo de pequeñas empresas
- Desarrollo de negocios de veteranos
- Propiedad de negocios de mujeres